# Піко-В'єхо
Піко-В'єхо (ісп. Pico Viejo, досл. «Стара вершина») — стратовулкан на острові Тенерифе. Також відомий як Монтанья-Чаорра (ісп. Montaña Chahorra).
Висота над рівнем моря — 3135 м . Є другою вершиною за висотою на Канарських островів після вулкана Тейде.
Сформувався вулкан близько 200 тисяч років тому. Сьогодні діаметр його кратера — близько 800 м. Останнє виверження було зафіксоване 1798 року .
Піко-В'єхо входить до складу національного парку Тейде площею 189 км², який внесений до переліку об'єктів Світової спадщини ЮНЕСКО.